# Facendera pola Llengua
Facendera (en castellano trabajo en común o hacendera), es como se conoce a esta asociación que nació en León (España) el 31 de mayo de 2001, con el propósito de estudiar e investigar temas de la vida social y cultural leonesa. Su sede social se hallaba en la Calle Carretera Pandorado 39, en un local correspondiente hasta hace poco con la ya cerrada Librería Filandón, propiedad de Xosepe Vega.

## Orígenes
Este colectivo cultural toma el relevo de otra asociación de nombre casi idéntico llamado Facendera pola Llingua, que surgió en 1994 de la mano de Héctor García Gil, siendo relevado en el cargo por el propio Xosepe Vega actual portavoz de la asociación.

## Razón de ser
Facendera pola Llengua realiza tareas de reivindicación con el objetivo de construir una conciencia social mayoritaria en favor de la defensa y promoción del asturleonés. Su mayor interés es evitar ver vulnerados los derechos lingüísticos y recortadas sus posibilidades de promoción social por la falta de reconocimiento y de protección por parte de las instituciones. Al igual que otras asociaciones por la recuperación del idioma, Facendera cree que el leonés, asturiano y mirandés son la misma lengua, motivo por el cual apuesta por la denominación de "asturleonés" para denominarlos conjuntamente.

## Actividades
Como asociación ha firmado en 2010, conjuntamente con otras asociaciones culturales que defienden el asturleonés como Furmientu, La Caleya, Faceira, El Teixu, Rede pal Estudiu y Defensa de la Llengua Asturllionesa o Asociación Cultural Documentación y Estudio del Rebollar, solicitando actuaciones en favor del asturleonés a la Junta de Castilla y León, pidiendo que se cumpla el artículo 5.2 del Estatuto de Autonomía.

## Reivindicaciones
En octubre del año 2005 Facendera y las asociaciones culturales Furmientu y Xunta pola Defensa de la Llingua Asturiana emiten un comunicado conjunto en el que piden, atendiendo al debate de la reforma estatutaria en Asturias y en Castilla y León, responsabilidad a los representantes políticos para lograr el máximo grado posible de protección, estatus jurídico y normalización del idioma. En ese sentido estas asociaciones entienden que es interesante el uso de un término común para referirse al idioma que, en línea con la realidad sociopolítica de León y Zamora, no cree confusión ante las instituciones españolas y europeas, y deje claro que se está hablando de la misma lengua que la que se menciona en el Estatuto de Autonomía de Asturias.